# Корінні народи Південно-Східного Вудленду
Індіанці Південно-Східного Вудленду або Індіанці Південного Сходу — корінні індіанські народи та племена, що населяли південно-східні штати США та мали спільні культурні риси. Південно-східний Вудленд, в свою чергу, є частиною Східного Вудленду. В останні століття доколумбова періоду на південному сході США існувала Міссісіпська культура, в основі якої були попередні архаїчні традиції.

## Мови
Більшість народів Південно-східного Вудленду є носіями мускозьких мов. Також в регіоні були поширені алґські, ірокезькі, каддоанські та сіуанські мови. Мови значної кількості племен є невивченими та зниклими (деякі з них за побічними ознаками традиційно відносять до сіуанських). Також на півдні та у регіоні Еверглейдс мешкали носії ізольованих мов — натчез, тімукуа, туніка тощо.

## Список індіанських народів Південно-Східного Вудленду

### Алгонкінські народи та племена
- Веапемеок
- Корі
- Кроатан
- Мачапунга
- Ньюсіок
- Памліко
- Роанок
- Салуда
- Секотан
- Чіска
- Чованок

### Ірокезькі народи та племена
- Весто
- Кохарі
- Тускарора
- Черокі

### Каддоанські народи та племена
- Кеддо (конфедерація)
  - Кедохадачо
  - Натчиточес
  - Хасінай

### Мускозькі народи та племена
- Аїс
- Аколапісса
- Апалачі
- Байогула
- Гуале
- Гуачата
- Джаега
- Кініпісса
- Коасаті
- Крік (Мускогі)
- Кусабо
- Мікасукі
- Мобіла
- Окелуса
- Окчай
- Пенсакола
- Похой
- Савоклі
- Семіноли
- Томахіттан
- Тохоме
- Хоума
- Чато
- Чікасо
- Чокто
- Шакчіума
- Ямасі
  - Амакано

### Сіуанські народи та племена
- Білоксі
- Ваккамо
- Віньяо
- Воккон
- Воксо
- Вотері
- Ено
- Катоба
- Кейп-Фір
- Кейяуві
- Конгарі
- Ламбі
- Офо (Моспелеа)
- Піді
- Санті
- Сапоні
- Сіві
- Сіссіпахо
- Сіттері
- Сугері
- Черо
- Чікора
- Шакорі

### Інші
- Авойел
- Аппалуза
- Атакапа
- Грігра
- Калуса
- Короа
- Майака
- Майаімі
- Мокосо
- Моугоулача
- Натчез
- Паскагула
- Саррукве
- Таваса
- Таенса
- Теквеста
- Тімукуа
- Тіу
- Токобага
- Туніка
- Узіта
- Хороро
- Чаваша
- Чітімача
- Ючі
- Язу